# Яглевичи
Яглевичи (бел. Яглевічы) — деревня в Ивацевичском районе Брестской области Беларуси. Центр Яглевичского сельсовета. Население — 1382 человека (2019).

## География
Деревня примыкает к юго-восточным окраинам города Ивацевичи, отделена от него автомагистралью М1. Местность принадлежит бассейну Немана, около деревни есть сеть мелиоративных каналов со стоком в реку Гривда. Яглевичи стоят на перекрёстке автодорог, у северо-западной оконесности деревни располагается развязка магистрали М1 с шоссе Р6 (Ивацевичи — Столин). Ещё одна местная дорога ведёт из Яглевичей в деревню Галенчицы.

## Достопримечательности
В селе существовала деревянная церковь св. Георгия 1760 года постройки. В 1986 году она полностью сгорела. Вместо неё в 2009—2012 годах была построена каменная церковь с тем же именем